# 1262 Sniadeckia
1262 Sniadeckia је астероид главног астероидног појаса. Приближан пречник астероида је 51,49 ,
а средња удаљеност астероида од Сунца износи 3,001 астрономских јединица (АЈ).
Инклинација (нагиб) орбите у односу на раван еклиптике је 13,146 степени, а орбитални период износи 1899,255 дана (5,199 година). Ексцентрицитет орбите астероида износи 0,008.
Апсолутна магнитуда астероида износи 10,25 а геометријски албедо 0,052.
Астероид је откривен 23. марта 1933. године.